# Нересгайм
Нересгайм (нім. Neresheim) — місто в Німеччині, знаходиться в землі Баден-Вюртемберг. Підпорядковується адміністративному округу Штутгарт. Входить до складу району Східний Альб.
Площа — 118,56 км2. Населення становить 7991 ос. (станом на 31 грудня 2020).